# Crouttes-sur-Marne
Crouttes-sur-Marne je francouzská obec v departementu Aisne v regionu Hauts-de-France. V roce 2011 zde žilo 644 obyvatel.

## Sousední obce
Bézu-le-Guéry, Citry (Seine-et-Marne), Charly-sur-Marne, Nanteuil-sur-Marne (Seine-et-Marne), Villiers-Saint-Denis

## Vývoj počtu obyvatel
Počet obyvatel 